# Най, Стефен
Стефен Най (англ. Stephen Nye; 1648—1719) — английский священник, известен как Богословский писатель и сторонник Униатских взглядов.

## Жизнь
Родился в 1648 году в семье Джона Ная. Он окончил Колледж Магдалины в Кембридже на степень бакалавра

## Работы
Написал немало работ про униатство. В них он сильно критиковал как и ортодоксальное христианство, так и арианство.